# 간주르자브

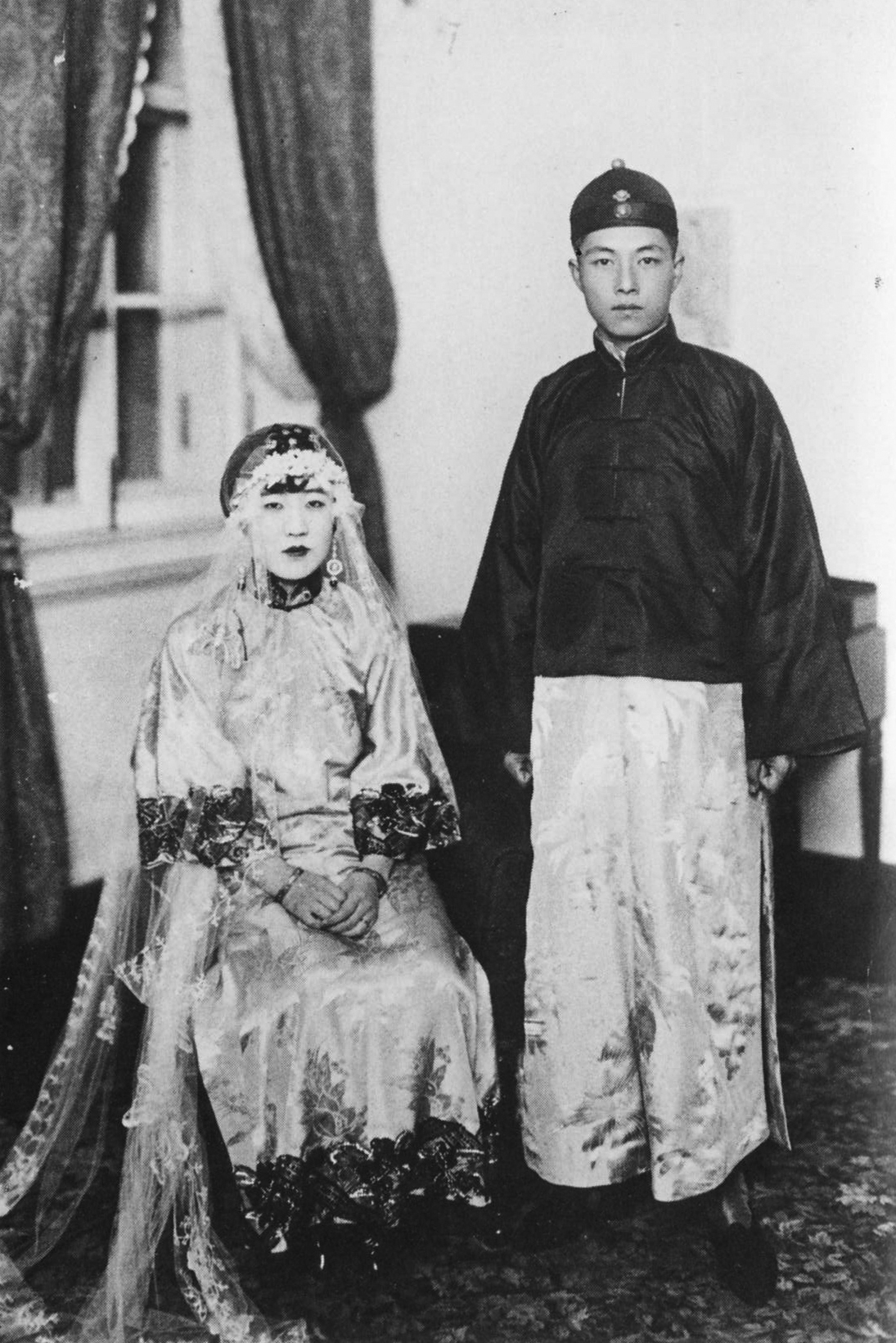
가와시마 요시코와 간주르자브의 결혼사진.

간주르자브(甘珠爾扎布, 1903년 ~ 1968년?)는 몽골인 출신 만주국 군인이다. 바보자부의 아들이고 젱주르자브의 형. 만주사변 당시 내몽골 자치군을 조직하고, 만주국 건국 후에는 흥안군의 중심적 인물이 되었다. 한때 가와시마 요시코와 결혼했던 바 있지만 이혼했다. 최종 계급은 육군 중장.